# Heino (Niederlande)
Heino ist ein Dorf in der Provinz Overijssel in den Niederlanden. Es gehört zur Gemeinde Raalte und hat 7240 Einwohner.
Heino erreicht man über den N35.

## Sehenswürdigkeiten

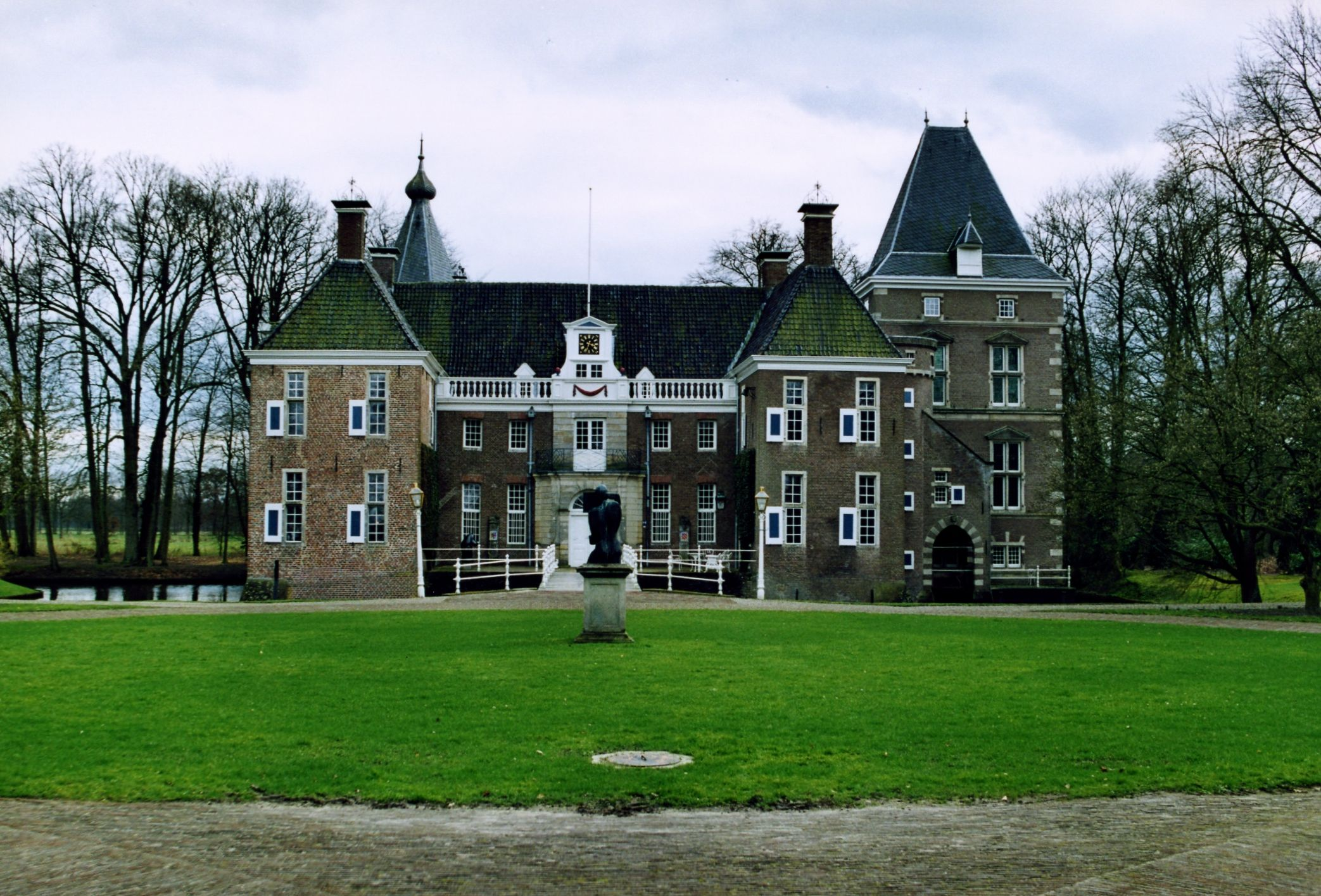
Schloss Nijenhuis

In Heino befindet sich das sehenswerte Schloss Nijenhuis (Kunstmuseum, 2004 restauriert). Es wurde 1382 erstmals erwähnt, der heutige Bau stammt von 1680. Es befand sich im Besitz der Barone van Ittersum, der Grafen Bentinck und der Familien von Pallandt und von Knobelsdorff. Heute gehört es der Provinz Overijssel. Der vormalige Direktor des Rotterdamer Museum Boijmans Van Beuningen, Dirk Hannema (1896–1984), lebte hier zeitweise und hinterließ einer Stiftung seine bedeutende Kunstsammlung von 4500 Stücken, die zum Teil hier und zum Teil im Museum De Fundatie in Zwolle ausgestellt sind.

## Sonstiges
Am Dorfrand wird von einer Stiftung das Ferienlager „Summercamp Heino“ betrieben.
Nach langem, erfolglosen Bemühen gelang es im März 2023 erstmals, den Schlagersänger Heino zu einem Auftritt in Heino zu engagieren.

## Persönlichkeiten
- Arnold Adolf Bentinck van Nijenhuis (1798–1868), Diplomat und Politiker